# Parasteatoda kaindi
Parasteatoda kaindi is een spinnensoort in de taxonomische indeling van de kogelspinnen (Theridiidae).
Het dier behoort tot het geslacht Parasteatoda. De wetenschappelijke naam van de soort werd voor het eerst geldig gepubliceerd in 1982 door Levi, Lubin & Robinson.